# アレクサンダー・テイシェイラ・デ・マトス
アレクサンダー・テイシェイラ・デ・マトス（Alexander Teixeira de Mattos、1865年4月9日 - 1921年12月5日）はオランダのジャーナリスト。